# Assetto Corsa Evo
Assetto Corsa Evo va fi un joc video de curse cu mașini dezvoltat de compania italiană Kunos Simulazioni. Este al treilea joc din franciză.

## Conținut

### Lista de mașini
- Alfa Romeo Giulia GTAm
- Alfa Romeo Giulia Sprint GTA
- Alpine A110 S
- Alpine A290_β
- Hyundai i20 N
- Hyundai N Vision 74
- Lamborghini Huracán STO
- Porsche 911 GT3 Cup (992)
- Porsche 911 Turbo (964)
- Mercedes-Benz 190E Evo II

### Lista de circuite
- Brands Hatch
- Imola
- Nürburgring-Nordschleife